# Wasserflughafen Danzig-Östlich-Neufähr
Der Wasserflughafen Danzig-Östlich-Neufähr war 1928 ein internationaler Flughafen der Freien Stadt Danzig in Danzig-Östlich-Neufähr. Er wurde danach nur selten genutzt.

Da in Schweden Interesse an einer Verbindung nach Warschau bestand, wurde 1928 ein Wasserflughafen auf der Toten Weichsel bei Östlich Neufähr (seit 1945 amtlich Górki Wschodnie) angelegt. Das neu erbaute Abfertigungsgebäude diente bis 1945 unter anderem als Landfrauenschule und später der Universität Danzig als vogelkundliche Forschungsstation. Im Linienverkehr wurde nur eine Linie nach Kalmar von der Deutschen Luft Hansa (DLH) mit Flugbooten vom Typ Dornier Wal im Jahr 1928 bedient. Der Weiterflug nach Warschau oder Berlin erfolgte im zehn Kilometer entfernten Flughafen Danzig.
Im Juli 1932 machte die Dornier Do X bei ihrem Deutschlandflug für eine Woche fest.